# البطولات الوطنية الأمريكية 1901 (كرة مضرب)
قائمة بالأبطال في 1901 البطولات الوطنية الأمريكية لكرة المضرب (المعروفة الآن باسم أمريكا المفتوحة):

## الكبار

### فردي رجال
ويليام لارنيد هزم  بيلز رايت 6-2 6-8 6-4 6-4

### فردي سيدات
إيليزابيث مور هزم  مارثي ماكآتر 6-4, 3-6, 7-5, 2-6, 6-2